# Mateusz Piszczelok
Mateusz Piszczelok (ur. 1999) – polski sędzia piłkarski, reprezentujący podokręg Katowice Śląskiego Związku Piłki Nożnej.

## Kariera
Pochodzi z Lubomi. W młodości był bramkarzem w Odrze Wodzisław Śląski. Sędziowanie rozpoczął w podokręgu Racibórz w wieku szesnastu lat, następnie przeniósł się do podokręgu Katowice. W 2017 wziął udział w programie CORE, przeznaczonym dla młodych sędziów. Maturę zdawał w 2018 roku. W 2019 uzyskał uprawnienia do sędziowania w IV lidze, której sędziowanie rozpoczął rok później.
W III lidze zadebiutował 7 sierpnia 2021, podczas meczu Stali Brzeg z Lechią Zielona Góra. W sezonie 2021/2022 był rozjemcą łącznie 15 meczów III ligi. Awans na szczebel centralny otrzymał rok później; 23 lipca 2022 zadebiutował w 2. kolejce II ligi podczas meczu Wisły Puławy z Hutnikiem Kraków. Cztery dni później sędziował mecz rundy wstępnej Pucharu Polski między Garbarnią Kraków a Olimpią Elbląg.
W sezonie 2022/2023 otrzymał awans do grupy Top-Amator B. I ligę po raz pierwszy sędziował 6 listopada 2023; było to spotkanie między Chrobrym Głogów a Zniczem Pruszków. Tydzień wcześniej otrzymał spotkanie 1/16 finału Pucharu Polski między Stalą Brzeg a Wartą Poznań. W lipcu 2024 otrzymał awans do grupy Top-Amator A.
Pierwszy mecz w Ekstraklasie sędziował 18 maja 2025; było to spotkanie 33. kolejki między Motorem Lublin a Zagłębiem Lubin, podczas którego pokazał łącznie dwie żółte kartki i czerwoną trenerowi drużyny gospodarzy, Mateuszowi Stolarskiemu. 